# Международный конкурс арфистов в Израиле
Международный конкурс арфистов в Израиле — первый в мире специализированный конкурс для арфистов — исполнителей академической музыки. Был основан в 1959 году израильским культурным деятелем Аароном Цви Пропесом в ознаменование 10-летия Государства Израиль. В первый состав конкурсного жюри вошли выдающиеся арфисты со всего мира, в том числе Марсель Гранжани, Никанор Сабалета, Фиа Бергхаут, Клелия Альдрованди, Карлос Сальседо, Мария Корчинская, Пьер Жаме, Вера Дулова. Проводится раз в три года (с некоторыми отклонениями от жёсткого графика). Победитель конкурса получает концертный инструмент от чикагской фирмы Lyon and Healy.

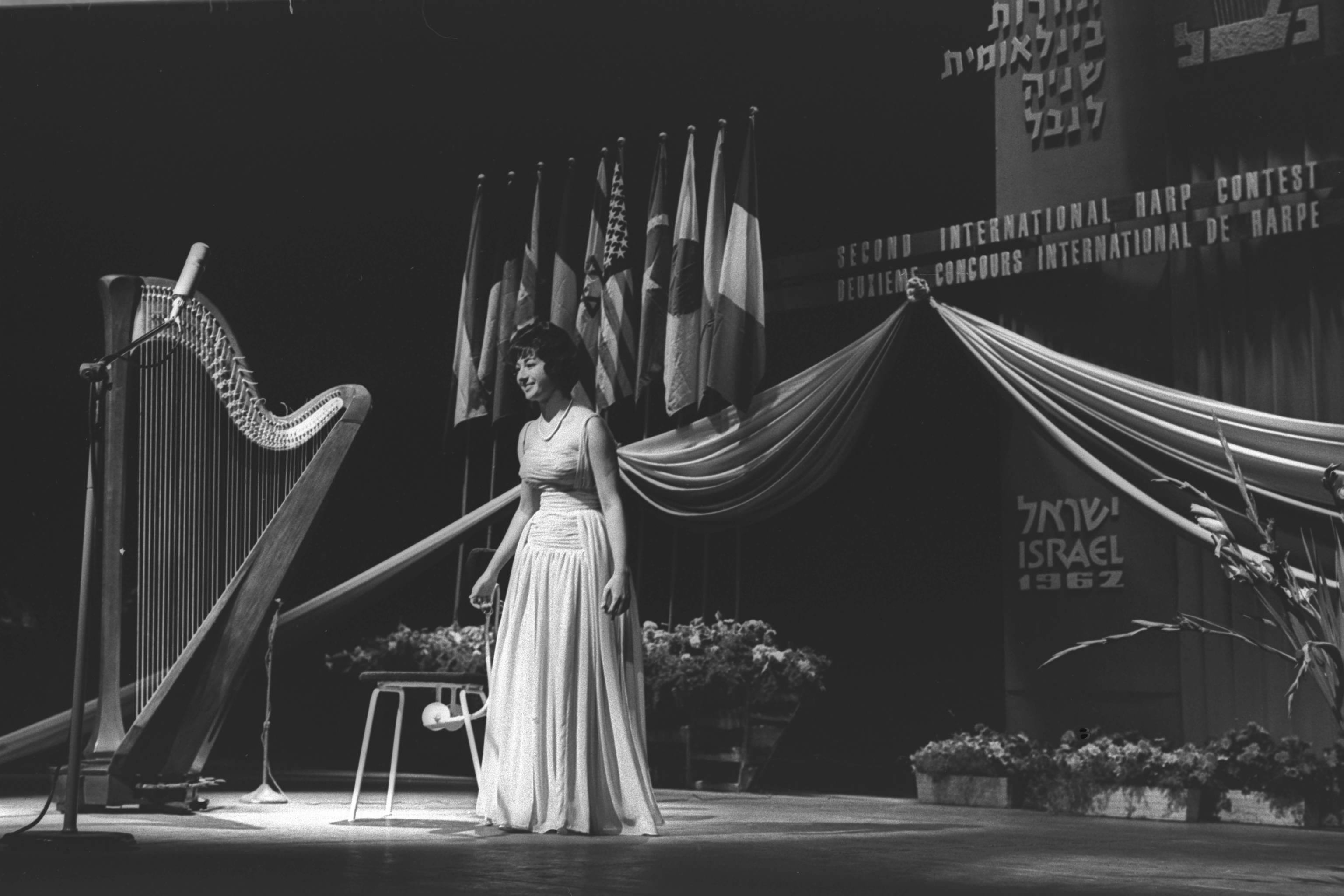
Сусанна Милдонян, открытие 2-го международного конкурса арфистов, 1962 год.

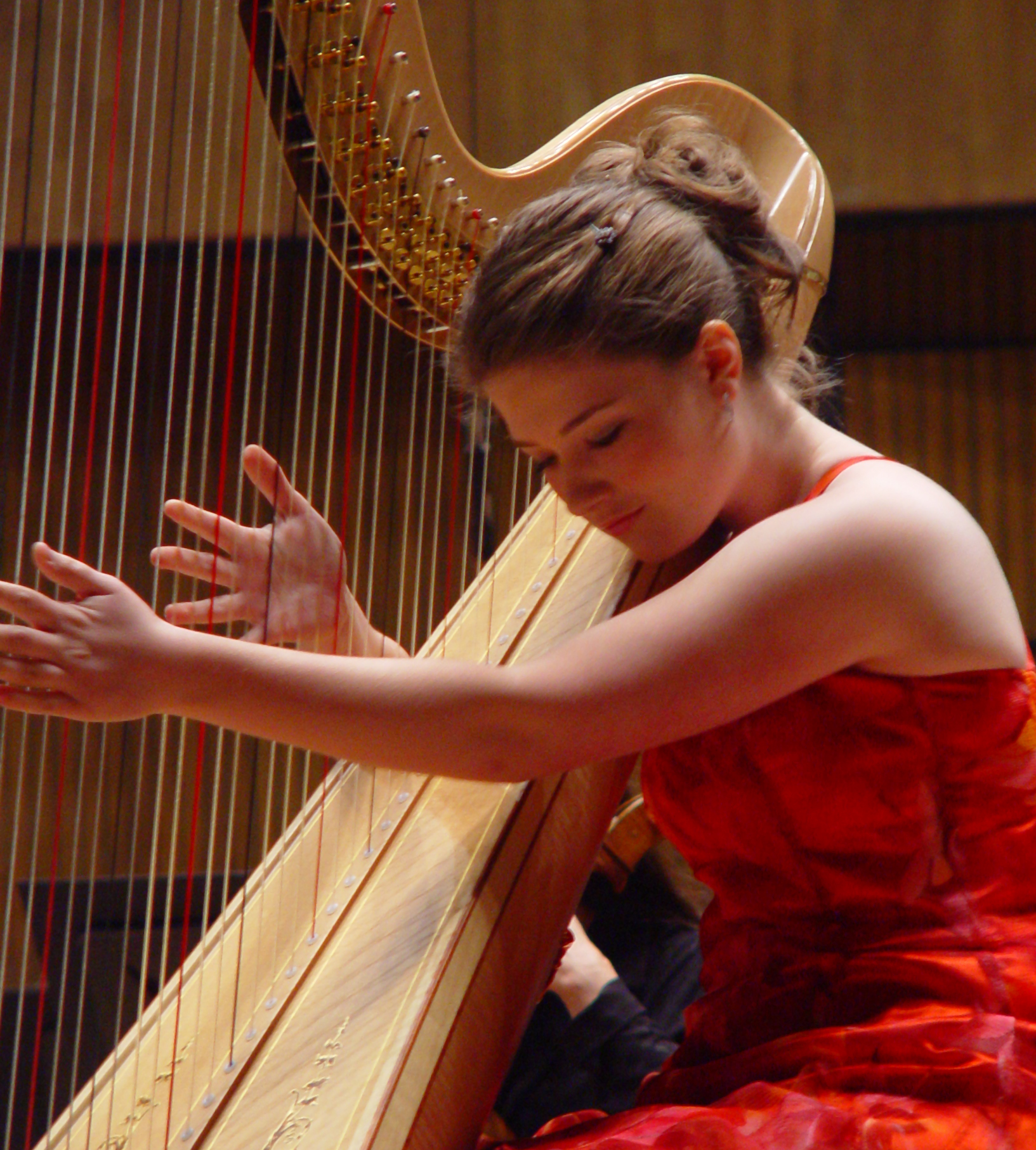
Эмили Левин, 17-й международный конкурс арфистов, 2009 год.

## Лауреаты конкурса
| Год  | Победитель                     | Вторая премия                                  | Третья премия                   |  |
| ---- | ------------------------------ | ---------------------------------------------- | ------------------------------- |  |
| 1959 | Сусанна Милдонян (Италия)      | Сьюзен Макдональд (США)                        | Эдвард Витсенбург (Нидерланды)  |  |
| 1962 | Линн Тёрнер (США)              | Джулиана Альбизетти (Италия)                   | Брижит Дезе дю Портай (Франция) |  |
| 1965 | Мартин Желио (Франция)         | Эмилия Москвитина (СССР)                       | Наталья Шамеева (СССР)          |  |
| 1970 | Шанталь Матьё (Франция)        | Катрин Мишель (Франция)                        | Аяко Синодзаки (Япония)         |  |
| 1973 | Нэнси Аллен (США)              | Грейс Вонг (США)                               | Катриона Йейтс (Ирландия)       |  |
| 1976 | Иван Ион Ронча (Румыния)       | Фредерика Камбрелен (Франция)                  | Кэти Кинцле (США)               |  |
| 1979 | Эмили Митчел (США)             | Барбара Аллен (США)                            | Ирена Кагановска (Израиль)      |  |
| 1982 | Элис Джайлз (Австралия)        | Линда Айелла (США) и Патриция Тассини (Италия) | —                               |  |
| 1985 | Наоко Ёсино (Япония)           | —                                              | Йоэн Джонс (Великобритания)     |  |
| 1988 | Изабель Моретти (Франция)      | Люси Уэйкфорд (Великобритания)                 | —                               |  |
| 1992 | Мари Пьер Лангламе (Франция)   | Яна Боушкова (Чехия)                           | Марико Анраку (Канада)          |  |
| 1994 | первая премия не присуждена    | Анна Макарова (Россия)                         | Годеливе Схрама (Нидерланды)    |  |
| 1998 | Гвинет Вентинк (Нидерланды)    | Кристина Бьянки (Италия)                       | Ли Кёджин (Южная Корея)         |  |
| 2001 | Летиция Бельмондо (Италия)     | Джессика Ли Чжоу (Китай)                       | Лавиния Мейер (Нидерланды)      |  |
| 2003 | Варвара Иванова (Россия)       | Юлия Бунцель (Израиль)                         | Альбан Маэ (Франция)            |  |
| 2006 | Сиван Маген (Израиль)          | Сесиль Модир (Франция)                         | Эцуко Чида (Япония)             |  |
| 2009 | первая премия не присуждена    | Ина Здороветчи (Молдавия)                      | Реми ван Кестерен (Нидерланды)  |  |
| 2012 | Анаис Годмар (Франция)         | Агне Кеблите (Литва)                           | Маи Фукуи (Япония)              |  |
| 2015 | Юйин Чэнь (Китай)              | Анаэль Туретт (Франция)                        | Ева Томсич (Словения)           |  |
| 2018 | Ленка Петрович (Сербия)        | Йоэль фон Лербер (Швейцария)                   | Марина Фрадин (Израиль)         |  |
| 2021 | Клаудия Лючия Ламанна (Италия) | Лея Мария Лёфлер (Германия)                    | Беатриш Кортезан (Португалия)   |  |